# Ар
 Тази статия е за мерната единица.  За реката в Европа вижте Аар.  
Арът е единица за измерване на площ, производна на квадратния метър. Един ар е равен на 100 m².
Международният символ за означаване на ар е a. Единицата не е част от международната система единици (SI), но се допуска за употреба съвместно с единиците SI като една от разрешените само в специализирани области – ползва се при измерването на площи на земеделски земи и земя за строителство.
Кратните и дробни на ара единици се образуват чрез представките SI. В миналото в България мерната единица за площ ар се е използвала по-често, поради по-малкия среден размер на нивите. В днешно време по-широко се използват кратните единици:
- хектар (хекто-ар), с означение ha: 1 ha = 100 а = 100 × 100 m² = 10 000 m²
- декар (дека-ар): 1 декар = 10 а = 10 × 100 m² = 1000 m²

В повечето европейски страни за измерване на земеделски площи се използва единицата хектар. Това не е така в много страни от някогашната Османска империя, включително в България, където се предпочита единицата декар, близка до традиционната османска мярка дьонюм (dönüm), равна на 919,3 m². Т. нар. нов дьонюм е значително по-голям — около 2500 m² или 2,5 дка.
Декарът няма международно означение и на български език се изписва с пълното си наименование или се съкращава като дка. В Гърция и Кипър декарът се нарича στρέμμα (стрема). В Кипър терминът стрема вече не се използва, а е заменен с декарио, за да се избегне смесването на стрема с друга мерна единица със същото название. Сега в Кипър думата стрема не се използва нито със значение на декар, нито с друго значение. В Турция, Ливан, Израел и Йордания се използва старото наименование дьонюм или дунам, но стойността му е приравнена на 1000 m² (10 ара).